# Resolutie 1917 Veiligheidsraad Verenigde Naties
Resolutie 1917 van de Veiligheidsraad van de Verenigde Naties is een resolutie die op 22 maart 2010 met unanimiteit van stemmen werd aangenomen door de VN-Veiligheidsraad. De resolutie verlengde de autorisatie van de VN-bijstandsmissie in Afghanistan met een jaar.

## Achtergrond
In 1979 werd Afghanistan bezet door de Sovjet-Unie, die vervolgens werd bestreden door Afghaanse krijgsheren. Toen de Sovjets zich in 1988 terugtrokken raakten ze echter slaags met elkaar. In het begin van de jaren 1990 kwamen ook de Taliban op. In september 1996 namen die de hoofdstad Kabul in. Tegen het einde van het decennium hadden ze het grootste deel van het land onder controle en riepen ze een streng islamitische staat uit.
In 2001 verklaarden de Verenigde Staten met bondgenoten hun de oorlog en moesten ze zich terugtrekken, waarna een interim-regering werd opgericht. Die stond onder leiding van Hamid Karzai die in 2004 tot president werd verkozen.

## Inhoud

### Waarnemingen
Het was van belang dat er een brede aanpak voor de problemen in Afghanistan kwam. Een zuiver militaire oplossing kon de stabiliteit van dat land niet verzekeren. De Verenigde Naties bleven een belangrijke rol spelen in de promotie van vrede. Ook werd de toegezegde internationale steun aan de ontwikkeling van Afghanistan verwelkomd. Zo was dringende humanitaire hulp van groot belang. Aanvallen op hulpverleners en VN-personeel werden dan ook veroordeeld. Men bleef ook bezorgd over de gestegen gewelddaden door de Taliban, Al Qaida, gewapende groeperingen, misdadigers en drugshandelaars, alsook overblijfselen uit de oorlog zoals landmijnen en het gebruik van door het internationaal recht verboden wapens.

### Handelingen
Het mandaat van UNAMA, de VN-bijstandsmissie in Afghanistan, werd wederom met een jaar verlengd, tot 23 maart 2011. Dat mandaat werd ook wat aangepast met als doel de Afghaanse overheid bij te staan in de heropbouw van het land.
Verder moesten alle mogelijke inspanningen worden gedaan om de parlementsverkiezingen, die in september 2010 zouden doorgaan, veilig en goed te laten verlopen. De Veiligheidsraad veroordeelde ook alle aanvallen tegen burgers en Afghaanse en internationale troepen om het land te destabiliseren en het gebruik van burgers als menselijk schild door de Taliban.

## Verwante resoluties
- Resolutie 1868 Veiligheidsraad Verenigde Naties (2009)
- Resolutie 1890 Veiligheidsraad Verenigde Naties (2009)
- Resolutie 1943 Veiligheidsraad Verenigde Naties
- Resolutie 1974 Veiligheidsraad Verenigde Naties (2011)

Lijst ·  1908 ·  1909 ·  1910 ·  1911 ·  1912 ·  1913 ·  1914 ·  1915 ·  1916 ·  1917 ·  1918 ·  1919 ·  1920 ·  1921 ·  1922 ·  1923 ·  1924 ·  1925 ·  1926 ·  1927 ·  1928 ·  1929 ·  1930 ·  1931 ·  1932 ·  1933 ·  1934 ·  1935 ·  1936 ·  1937 ·  1938 ·  1939 ·  1940 ·  1941 ·  1942 ·  1943 ·  1944 ·  1945 ·  1946 ·  1947 ·  1948 ·  1949 ·  1950 ·  1951 ·  1952 ·  1953 ·  1954 ·  1955 ·  1956 ·  1957 ·  1958 ·  1959 ·  1960 ·  1961 ·  1962 ·  1963 ·  1964 ·  1965 ·  1966